# Saboci
Sabocii - neam de origine geto-dacică menționat de Ptolemeu în Geografia ca locuind împreună cu biesii și piengeții în nordul Carpaților. Posibil că, împreună cu neamurile vecine, au luat parte la luptele duse de romani și Marc Aureliu cu quazii și marcomanii . 